# Konvikt Musik
Konvikt Musik est une mixtape du chanteur d'origine sénégalaise Akon. Elle est sortie le 2 avril 2007.

## Liste des titres
| #  | Titre                | Featuring                            | Durée | Producteur(s) |
| -- | -------------------- | ------------------------------------ | ----- | ------------- |
| 1  | Intro                |                                      | 0:37  |               |
| 2  | You Got Me           | T-Pain                               | 3:33  |               |
| 3  | I Wanna Fuck You     | Snoop Dogg                           | 3:33  |               |
| 4  | Smack That           | Eminem                               | 3:32  |               |
| 5  | Blown Away           | Styles P.                            | 3:16  |               |
| 6  | Be Easy              | G.A.G.E.                             | 3:11  | Dr. Dre       |
| 7  | Baby I'm Back        | Baby Bash                            | 3:13  |               |
| 8  | Doing Doing Doing    | Earl Ray                             | 3:16  |               |
| 9  | Ghetto Soldier       | Papoose                              | 3:52  |               |
| 10 | Gey Outaline         | G.A.G.E.                             | 3:45  |               |
| 11 | Ghetto Story (Remix) | Cham                                 | 4:20  |               |
| 12 | Girls                | Beenie Man                           | 3:52  |               |
| 13 | I Am Not My Hair     | India.Arie                           | 3:42  |               |
| 14 | OK                   | Brasco                               | 2:59  |               |
| 15 | Once In a While      |                                      | 3:59  |               |
| 16 | I'm So Fly           |                                      | 3:43  |               |
| 17 | Watch Out            | Styles P., Fat Joe & Rick Ross       | 3:43  |               |
| 18 | Hustler Story        | The Notorious B.I.G. & Scarface      | 5:22  |               |
| 19 | Natural Born Hustler | Rain                                 | 2:36  |               |
| 20 | I Tried              | Bone Thugs                           | 4:54  |               |
| 21 | We Takin Over        | T.I., Fat Joe, Rick Ross & Lil Wayne | 4:28  |               |